# Biomasa

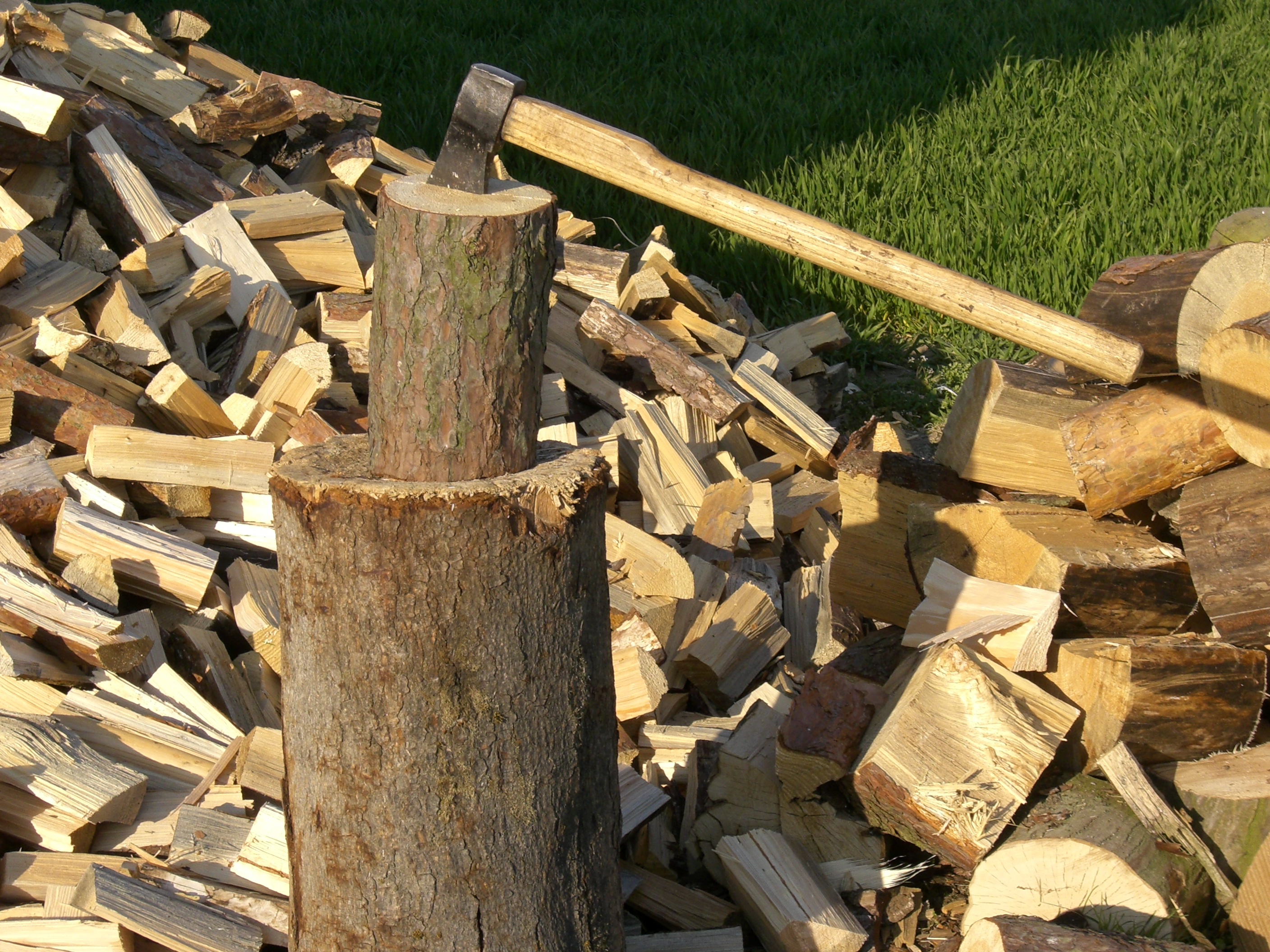
Palivové dřevo – tradiční využití biomasy

Biomasa je souhrn látek tvořících těla všech organismů, jak rostlin, bakterií, sinic a hub, tak i živočichů. Odhaduje se, že veškerá biomasa na Zemi obsahuje 550 gigatun uhlíku, přičemž na rostliny z toho připadá 450 gigatun uhlíku. Tímto pojmem tak často označujeme rostlinnou biomasu využitelnou i pro energetické účely. Energie biomasy má tedy převážně svůj prapůvod ve slunečním záření a fotosyntéze, a proto se jedná o obnovitelný zdroj energie.
Celková hmotnost biomasy je obvykle stanovena vážením, popřípadě též odhadem z objemu nebo délky těla. U čerstvě nalovených organismů je stanovena živá nebo čerstvá biomasa. Přesnější je stanovení biomasy suché (sušiny) a sušiny bez popelovin. Energetická hodnota biomasy je stanovena buď spálením v joulometru, nebo na základě podílu proteinů, cukrů a tuků.

## Ekologická definice
Biomasa je v ekologii termín definovaný jako úhrn hmoty jedinců určitého druhu, skupiny druhů nebo všech druhů společenstva. Úhrn je součtem této skupiny na dané ploše. Může být rozlišen stav daných organismů, s ohledem na možnosti technického využití. U rostlin je takto rozlišována biomasa podzemní nebo nadzemní, biomasa suchá nebo ve vegetativním stavu. Jednotkami, v kterých jsou vyjadřovány tyto veličiny je celková hmotnost sušiny nebo objemové jednotky (litr, cm3, m3), nebo u čerstvé hmotnosti je používáno jednotek energie (joule).

## Klimatologické využití
Klimatologie zkoumá souvislosti mezi změnami klimatu a nárůstem či poklesem tvorby určité složky biomasy (např. rostlin nebo řas nebo organismů v krychlovém metru vody). Jde například o vliv globálního oteplení nebo snížení prostupnosti atmosféry pro sluneční záření.

## Energetické využití
Energetické využití biomasy zahrnuje:
| Skupina                              | Technologie        | Produkty                                   | Výstupy                         |
| ------------------------------------ | ------------------ | ------------------------------------------ | ------------------------------- |
|                                      | Spalování          |                                            | Teplo, elektřina                |
| Chemické přeměny                     | Zplyňování         | Olej, plyn, dehet, metan, čpavek, metanol  | Elektřina, teplo, pohon vozidel |
| Chemické přeměny                     | Rychlá pyrolýza    | Olej, plyn, dehet, metan, čpavek, metanol  | Elektřina, teplo, pohon vozidel |
| Chemické přeměny ve vodním prostředí | Zkapalňování       | Olej                                       |                                 |
| Chemické přeměny ve vodním prostředí | Esterifikace       | Metylester řepkového oleje (MEŘO)-bionafta | Pohon vozidel                   |
| Biologické procesy                   | Anaerobní digesce  | Bioplyn, metan                             | Elektřina, teplo, pohon vozidel |
| Biologické procesy                   | Alkoholové kvašení | Etanol                                     | Pohon vozidel                   |
| Biologické procesy                   | Kompostování       |                                            | Teplo (z chlazení kompostu)     |

Rozeznáváme především zbytkovou (odpadní) biomasu – dřevní odpady z lesního hospodářství a celulózo-papírenského, dřevařského a nábytkářského průmyslu, rostlinné zbytky ze zemědělské prvovýroby a údržby krajiny, komunální bioodpad a odpady z potravinářského průmyslu – a cíleně pěstovanou biomasu – energetické byliny a rychlerostoucí dřeviny.
Statková hnojiva jsou podle § 2 zák. č. 308/2000 Sb. „o hnojivech“ hnůj, hnojůvka, močůvka, kejda, sláma, jakož i jiné zbytky rostlinného původu vznikající zejména v zemědělské prvovýrobě, nejsou-li dále upravovány.
Zařízení, která produkují z biomasy výrobky získávané obvykle pouze z ropy, se nazývají biorafinérie.

### Evropský potenciál
Evropská agentura pro životní prostředí ve studii z roku 2006 stanovila tzv. evropský potenciál biomasy, který by respektoval ochranu biologické rozmanitosti a vedl jen k minimu nepříznivých dopadů. V roce 2030 by mohlo být asi 15 % energetické poptávky v Evropské unii pokryto energií vyrobenou ze zemědělských, lesnických a odpadních produktů z čistě evropských zdrojů. Do roku 2030 by mohlo asi 18 % tepla, 12,5 % elektřiny a 5,4 % paliva pro dopravu pocházet z biomasy evropského původu. Biomasa se nyní ale do Evropy dováží, protože místní produkce nestačí pokrýt cíle využití paliv.

### Biopalivo

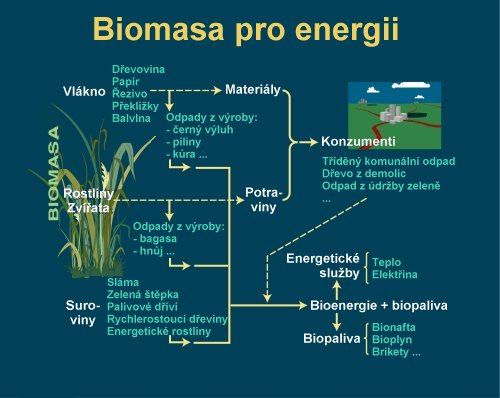
Zdroje biomasy

Biopalivo vzniká cílenou výrobou či přípravou z biomasy. Představuje tedy jedno z možných využití biomasy, kterou lze jinak použít jako surovinu pro výstavbu, nábytek, balení, pro výrobky z papíru atd.
Možné rozdělení biopaliv:
- tuhá biopaliva
- kapalná biopaliva
- plynná biopaliva

V současnosti je chemická energie z biopaliv uvolňována hlavně jejich spalováním. Jsou vyvíjeny jiné účinnější metody pro jejich využití k výrobě elektřiny pomocí palivových článků. Biopaliva pokrývají 15 % celkové světové spotřeby energie[zdroj?], především ve Třetím světě, kde slouží převážně k vaření a vytápění domácností, ale relativně vysoký podíl mají biopaliva i ve Švédsku a Finsku (17 % a 19 %).[zdroj⁠?!]
Zda a případně o kolik biopaliva snižují produkci skleníkových plynů, stále zůstává předmětem sporů. Biopaliva uhlíkově neutrální nejsou – už jenom proto, že k účinnému růstu rostlin je potřeba hnojivo, rostliny je třeba nějak sklidit, přetransformovat na biopaliva a přemístit do nádrží.
K výrobě biopaliva lze použít vodní řasy.